# Страхов (Волгоградская область)
Страхов — хутор в Киквидзенском районе Волгоградской области России, в составе Дубровского сельского поселения.
Население — 196 (2010) человек.

## История
Хутор Страхов относился к юрту станицы Преображенской Хопёрского округа Земли Войска Донского (с 1870 - Область Войска Донского). В 1859 года на хуторе проживали 156 мужчин и 170 женщин. Согласно переписи населения 1897 года на хуторе проживали 354 мужчины и 353 женщины, из них грамотных: мужчин — 99 (28 %), грамотных женщин — нет.
Согласно алфавитному списку населённых мест Области Войска Донского 1915 года земельный надел хутора составлял 3304 десятины, на хуторе проживали 631 мужчина и 657 женщины, имелись хуторское правление, церковно-приходская школа.
С 1928 году хутор — в составе Преображенского района (в 1936 году переименован в Киквидзенский район) Хопёрского округа (упразднён в 1930 году) Нижне-Волжского края (с 1934 года — Сталинградский край, с 1936 года — Сталинградская область, с 1961 года — Волгоградская область). Хутор являлся центром Страховского сельсовета. В 1954 году Дубровский и Страховский сельсоветы были объединены в один Дубровский сельский совет, центр — хутор Дубровский.

## География
Хутор находится в пределах Хопёрско-Бузулукской равнины, являющейся южным окончанием Окско-Донской низменности, на левом берегу реки Кардаил (правый приток реки Бузулук), на высоте около 90-100 метров над уровнем моря. Почвы — чернозёмы обыкновенные.
По автомобильным дорогам расстояние до областного центра города Волгоград составляет 300 км, до районного центра станицы Преображенской — 24 км, до хутора Дубровский - 12 км.
Часовой пояс
Страхов, как и вся Волгоградская область, находится в часовой зоне МСК (московское время). Смещение применяемого времени относительно UTC составляет +3:00.

## Население
Динамика численности населения по годам:
| 1859 | 1873 | 1897 | 1915 | 1987 |
| ---- | ---- | ---- | ---- | ---- |
| 326  | 486  | 707  | 1288 | ≈180 |

| 2010 |
| ---- |
| 196  |